# DJ Mehdi

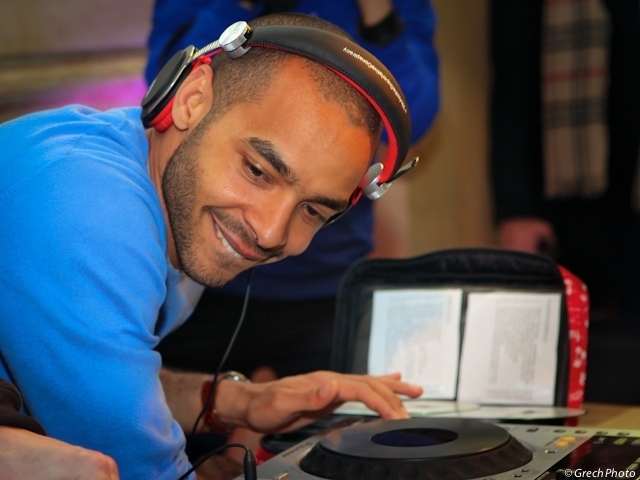
DJ Mehdi (Februar 2011)

DJ Mehdi (* 20. Januar 1977 in Gennevilliers, Hauts-de-Seine; † 13. September 2011 in Paris, bürgerlicher Name Mehdi Favéris-Essadi) war ein französischer Hip-Hop- und House-Produzent mit tunesischen Wurzeln.
Er war zunächst DJ der Band Different Teep, später dann von Ideal J und war Mitglied der Gruppe Mafia K'1 Fry. Anschließend produzierte er als Solokünstler für das Label Ed Banger Records, bei dem er unter Vertrag stand.

## Leben
Mehdi wurde in einem Vorort im Nordwesten von Paris geboren. Er war zunächst DJ der Band Different Teep, später dann von Ideal J und sammelte so Erfahrung in der Musikszene. Später übernahm er die Produktionsarbeiten für die Gruppe 113, Different Teep und Karlito. So wurde er einer der bekanntesten Hip-Hop-Produzenten im französischen Untergrund. Durch den kreativen Austausch mit Größen der elektronischen Musik kamen unter anderem Kooperationen mit Daft Punk, Cassius, MC Solaar, Futura 2000, Asian Dub Foundation und Chromeo zustande.
Nachdem er seinen Vertrag bei Ed Banger Records unterschrieben hatte, arbeitete Mehdi zusammen mit Busy P an der Verknüpfung von Techno- und Hip-Hop-Elementen. Mit großem Erfolg legten die beiden einmal im Monat zusammen im Pariser Nachtlokal Pulp auf.
Seine erste LP erschien 2002 mit dem Namen The Story of Espion. Das zweite Album Lucky Boy kam im August 2006 auf den Markt. Die Single I am Somebody wurde 2007 für einen Werbespot des amerikanischen Senders XM Satellite Radio verwendet.
Gemeinsam mit dem Musiker Riton (Henry Smithson) startete er in 2010 ein Musikprojekt, das französisch-englische Electro-Duo nannte sich "Carte Blanche".
Mehdi verstarb am 13. September 2011 an den Folgen eines Sturzes, nachdem er mit Freunden auf dem Dach seines Hauses feierte und dieses zusammenbrach.

## Diskografie (Auszug)

### Alben
Ideal J
- 1996: Original Mc's Sur Une Mission
- 1998: Le Combat Continue

113
- 1998: Ni barreaux, ni barrières, ni frontières
- 1998: Les Princes De La Ville
- 2002: Fout La Merde

Karlito
- 2001: Contenu Sous Pression

Solo
- 2002: The Story Of Espion
- 2005: Des Friandises Pour Ta Bouche
- 2006: Lucky Boy
- 2009: Red Black & Blue

### Singles
- 1997: MC Solaar – Wonderbra (Paradisiaque)
- 2000: Assassin – Classik / Au Fond De Mon Cœur / Esclave 2000 (Touche D'Espoir)
- 2000: Intouchable – A L'Anciene / Les Points Sur Les I Remix (Les Points Sur Les I)
- 2001: Rohff – Le Ssem / Le Jeu de La Mort (La Vie Avant La Mort)
- 2006: Booba – Couleur Ebène (Ouest Side)
- 2007: DJ Mehdi – I am Somebody (I am Somebody)

### Remixes
- 1997: Koma – Realite Rap (DJ Mehdi RMX)
- 1998: 113 – Les Evadés (Remix)
- 1999: Cassius – Feeling for You (Cambridge Circus Mix)
- 2000: Joakim Lone Octet – Oleg Dans Les Bois (DJ Mehdi Remix)
- 2000: Manu Key – Si Tu Savais (Remix)
- 2001: Akhenaton – K (AKH) (DJ Mehdi Remix/DJ Mehdi Instrumental Remix)
- 2002: Next Evidence: Dance On (DJ Mehdi Remix/DJ Mehdi's Dub)
- 2002: Étienne de Crécy – Out of My Hands (DJ Mehdi Remix)
- 2003: Asian Dub Foundation – Fortress Europe (Techno Organisation Remix)
- 2004: Wayne Shorter – Footprints (Dub aka DJ Mehdi Remix)
- 2006: Architecture in Helsinki – In Case We Die
- 2006: New Young Pony Club – Ice Cream (DJ Mehdi Remix)
- 2007: Justice feat. Uffie – The Party (DJ Mehdi Remix)
- 2008: Sam Sparro – 21st Century Life (DJ Medhi Secret Disco Dub)